# 米高路斯·摩拿
米高路斯·摩拿（丹麥語：Miklos Jon Molnar，1970年4月10日—）是一名前丹麥前鋒球員。退役後，曾參與三項鐵人項目。

## 國家隊生涯
摩拿於1990年9月5日對瑞典的友誼賽首度為國家隊上陣。。

## 榮譽
肯薩斯體育會
- 美國職業足球大聯盟杯冠軍: 2000

個人
- 丹麥最佳年青球員(21歲以下): 1991[2]
- 丹麥聯賽神射手: 1989, 1996-1997[3]